# Kevin Smith (skådespelare)
Kevin Tod Smith, född 16 mars 1963 i Auckland, Nya Zeeland, död 15 februari 2002 i Peking, Kina, var en nyzeeländsk skådespelare mest känd för sin roll som krigsguden Ares i tv-serierna Hercules och Xena - Krigarprinsessan. Kevin Smith omkom vid en olycka i samband med en filminspelning i Kina.

### Fotnoter
1. ↑  Find a Grave, Find A Grave-ID: 6187469, läs online, läst: 9 oktober 2017.[källa från Wikidata]
2. 1 2  Find a Grave, läs online, läst: 8 november 2024.[källa från Wikidata]